# Camila (pel·lícula)
Camila és una pel·lícula argentina de 1984, dirigida per María Luisa Bemberg i protagonitzada per Susú Pecoraro, Imanol Arias i Héctor Alterio. Es va estrenar el 17 de maig de 1984 i va ser nominada a l'oscar a la millor pel·lícula de parla no anglesa el 1985. També va guanyar el premi a la millor actriu en el Festival Internacional del Nuevo Cine Latinoamericano de L'Havana el 1985.

## Argument
La pel·lícula tracta el cas real d'un idil·li entre Camila O'Gorman (Susú Pecoraro) i el sacerdot Ladislao Gutiérrez (Imanol Arias), a la primera meitat del segle xix, a Buenos Aires, durant el govern de Juan Manuel de Rosas.

## Repartiment
- Susú Pecoraro: Camila O'Gorman
- Imanol Arias: el sacerdot Ladislao Gutiérrez
- Héctor Alterio: Adolfo Alcen
- Boris Rubaja: Ignacio
- Mona Maris: La Perichona
- Elena Tasisto: Joaquina Alcen
- Carlos Muñoz Arosa: Monsenyor Elortondo
- Héctor Pellegrini: Comandant Soto
- Claudio Gallardou: Eduardo Alcen
- Jorge Hacker
- Zelmar Gueñol
- Cecilio Madanes
- Juan Manuel Tenuta
- Lidia Catalano
- Fernando Iglesias

## Premis i nominacions

### Premis
- 1985. Festival Internacional del Nou Cinema Llatinoamericà de l'Havana, a la millor actriu per Susú Pecoraro

### Nominacions
- 1985. Oscar a la millor pel·lícula de parla no anglesa